# Зіра (одиниця довжини)
Зіра  (араб. ذراع арабський лікоть, газ, зар, Араш) — міра довжини в мусульманських країнах, що не має певного значення і приблизно відповідає розміру ліктя . Відома з Середніх віків. В Середньої Азії для позначення ліктя частіше використовувався термінгаз, в Персії -зар.

## Різновиди арабського ліктя
- «Чорний» лікоть (аз-зіра ас Сауда, аз-зіра ал-амма, зіра ал-кірбас, лікоть Рашшаші (аз-зіра ар-Рашшашійа)). Вихідна точка для розрахунків розміру ліктя. Введено при Аббасиді ал-Мамуні (813—833) і дорівнює 24 асба[2]. Зберігся старий ніломер (861 р.) на острові ар-Рауд, за яким можна точно визначити розмір даного ліктя. Згідно з дослідженнями французької експедиції при Наполеоні, перевіреними К. А. К. Кресвеллом в 1927 році[3], довжина цього ліктя складає рівно 54,04 см.
- Перський лікоть (зар, газ, зіра). Розрізняють[2]:
  - Канонічний лікоть (зар-і шарі, аз-зіра аш-шарійа, аз-зіра ал-мурсала, газ і-шарі) = «поштовому» ліктю (зіра ал-барід) = єгипетському «ручному» ліктю (зіра ал-яд) = ліктя Абу Юсуфа (аз-зіра ал-Юсуфія) = 49,875 см.
  - Ісфаханський лікоть (зап-і Ісфахан) = 8 / 5 канонічного ліктя = 79,8 см.
  - Араш. Відомий з XI століття, використовувався до початку пізнього Середньовіччя (XIV століття). Дорівнює 62 см.
- «Королівський» лікоть (зіра ал-малік, лікоть Зіяді (аз-зіра аз-Зіядія), великий лікоть Хашимі (аз-зіра ал-Хашимія), зіра ал-Амаль, «мірний» лікоть (зіра ал-місаха)). Згідно з Хінцем[2], існують деякі розбіжності у визначенні довжини «королівського» ліктя. Так, за одними даними, він був на 5 ⅔ асби коротше «чорного» ліктя (у 54,04 см), тобто становив 66,801 см (при асбі в 2,252 см), але, за іншими даними, він дорівнював 1 і 9 / 40 «чорного ліктя», тобто 66,199 см. Хінц пропонує використовувати середню величину 66,5 см.
- «Королівський» лікоть в державі Великих Моголів  (зіра-і падишахі) = 40 ангуштів = 32 дюйми = 81,28 см[2]. Наприкінці XVI століття імператор Акбар I встановив цей лікоть в 41 ангушт (83,31 см), але з 1647 року в Агрі був знову офіційно введений старий лікоть з 40 ангуштів[2].
- «Суконний» лікоть (пік, зіра ал-базз). Довжина даного ліктя для вимірювання тканин розрізнялася в різних містах[2]:
  -  Каїр, Олександрія . 1 каїрський «суконний» лікоть = аз-зіра ал баладія = 1 «залізний» лікоть (зіра ал-хадід) = 58,187 см. Згідно з А. Гонсалесом[4] цим ліктем міряють тканини з Індії, а європейські тканини вимірювалися за допомогою стамбульського ліктя.
  -  Дамаск . Дамаський лікоть = 1 1 / 12 каїрського «суконного» ліктя = 63,036 см.
  -  Алеппо  («укорочений» лікоть (газ-і мукассар)). «Суконний» лікоть в Алеппо = 1 1 / 6 каїрського «суконного» ліктя = 67,9 см. У XIX столітті 1 «пік» в Алеппо становив 67,7 см.
  -  Триполі . «Суконний» лікоть = 11/10 каїрського = 64 см.
  -  Єрусалим  У XIX столітті «суконний» лікоть = 25,5 дюйма = 64,77 см.
  -  Багдад, Басра . У XVI столітті «суконний» лікоть = 82,8 см, а в XIX столітті — 80,26 см.
  -  Сурат . У XVII існувало два різновиди «суконного» ліктя: меншої (27 дюймів = 68,6 см) і більшої (36 дюймів = 91 см) величини.
  -  Стамбул . Стамбульський «суконний» лікоть (аз-зіра ал-істанбулія). Наприкінці XIX століття був рівний[2] 68,579 см. Використовувався в Єгипті для вимірювання європейського сукна. У листопаді 1920 був введений в Каїрі. В Туреччині в 1970 році[2] 1 зіра дорівнювала 65 см.
  -  Хорезм . (Газ для вимірювання тканин). У XIX столітті дорівнював 61,04 см[1].
  -  Бухара . Для вимірювання тканин використовувалася мірка в 40 дюймів, тобто 101,6 см[1].
  -  Самарканд, Ташкент, Фергана . У XVI столітті використовувався, так званий, «ханський» газ (106,68 см), а в XIX столітті — «базарний» газ (88,9 см)[1].
- Локоть Білала (аз-зіра ал-Білалія, малий лікоть Хашимі). Назва сходить до Білаля ібн Абі Бурда (пом. 739 р.). Дорівнює[2] 60,045 см.
- Лікоть домів (зіра ад-дур, фіддійа). Введено Ібн Абі Лайла Йасаром, каді в Куфі (пом. в 765 р.). Дорівнює[2] 50,3 см.
- «Ваговий» лікоть (аз-зіра ал-мізанійа). Введено Аббасидом ал-Мамуном (813—833). Використовувався, в основному, для вимірювання каналів. Дорівнює[2] 145,608 см.
- «Будівельний» лікоть (аз-зіра ал-мімарійа, єгипетський «теслярський» лікоть (аз-зіра бі-н-наджжарі)). У середні століття становив 79,8 см, а в XIX столітті 75 см[2]. В Бухарі (в XVI—XVIII століттях) будівельний лікоть дорівнював 31 дюйму, тобто 78,74 см[1].
- Лікоть халіфа Омара (аз-зіра ал-Омайрійа) = 1 / 2 «вагового» ліктя = 72,804 см[2].
- Зіра для вимірювання площі (Хорезмський земельний газ, середньоазійський газ, «шахський» газ). У XIX столітті дорівнював 106,68 см[1].